# حور مستدق
حور مستدق (الاسم العلمي:Populus acuminata) هي نوع نباتي يتبع جنس الحور من الفصيلة الصفصافية.  